# Nhiek Tioulong
Nhiek Tioulong (tiếng Khmer: ញឹក ជូឡុង; 23 tháng 8 năm 1908 – 9 tháng 6 năm 1996) là sĩ quan quân đội, chính khách và diễn viên người Campuchia từng giữ chức Quyền Thủ tướng Campuchia từ ngày 13 tháng 2 năm 1962 đến ngày 6 tháng 8 năm 1962. Ông là chính trị gia nổi tiếng trong nhiệm kỳ của Hoàng thân Norodom Sihanouk. Ông cũng từng là Bộ trưởng Bộ Ngoại giao trong thập niên 1960 và nhiều lần giữ chức tỉnh trưởng các tỉnh ở Campuchia. Năm 1969, ông được Hoàng thân Norodom Sihanouk phong tước hiệu danh dự Samdech Konhcharathipadei (tiếng Khmer: សម្ដេចចក្រីកុញ្ចរាធិបតី).
Tioulong có bảy người con gái mà một trong số đó là nhà lập pháp tương lai Tioulong Saumura về sau kết hôn với nhà lãnh đạo đối lập nổi tiếng Sam Rainsy.

## Tiểu sử

### Thân thế và học vấn

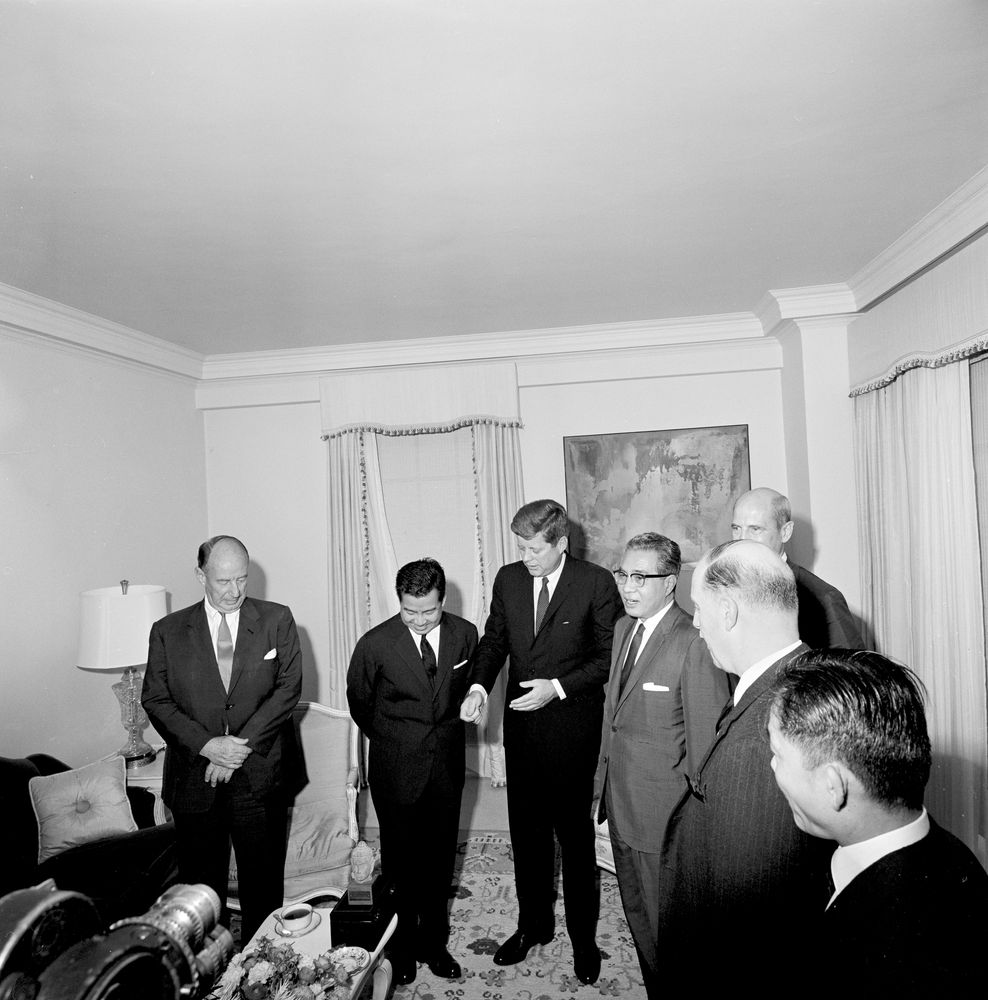
Nhiek Tioulong (thứ tư từ trái sang) với tư cách ngoại trưởng Campuchia trong chuyến công du tới thành phố New York cùng hoàng thân Sihanouk và tổng thống Mỹ John F. Kennedy.

Nhiek Tioulong chào đời năm 1908 tại Phnôm Pênh, trong một gia đình quan lại gốc Hoa gần cung điện. Sau khi học xong tiểu học tại Lycee Sisowath ở Phnôm Pênh thì ông tiếp tục theo học và tốt nghiệp trường trung học danh tiếng Chasseloup Laubat ở Sài Gòn.

### Sự nghiệp chính trị
Ông trở lại Campuchia năm 1932 và giữ chức tỉnh trưởng Pursat năm 1937 và từ năm 1939 đến năm 1944 là tỉnh trưởng Kampong Cham. Ngày 9 tháng 3 năm 1945, ông được cử làm đô trưởng Phnôm Pênh.
Dưới thời thủ tướng Sisowath Monireth, ông giữ chức Bộ trưởng Bộ Tài chính từ ngày 17 tháng 10 năm 1945 đến ngày 14 tháng 12 năm 1946. Ông cũng giữ chức Bộ trưởng Bộ Giáo dục dưới thời chính quyền Sơn Ngọc Thành. Tháng 4 năm 1948, ông trở thành đại biểu chính phủ Campuchia từ Cao ủy Pháp tại Đông Dương và tháng 8 cùng năm, đại diện Campuchia tại Hội đồng cấp cao của Liên hiệp Pháp ở Paris. Tháng 9 cùng năm, ông là thành viên của phái đoàn Pháp tại Liên Hợp Quốc với tư cách là cố vấn. Ngày 22 tháng 11 năm 1949, ông được bổ nhiệm làm Đại tá kiêm Tham mưu trưởng Quân đội Hoàng gia Khmer. Tháng 5 năm 1950, ông lại được bổ nhiệm làm tỉnh trưởng tỉnh Battambang. Năm 1951, ông trở lại làm Bộ trưởng Bộ Tài chính.
Cuối tháng 12 năm 1953, sau khi Campuchia giành được độc lập, ông được bổ nhiệm làm đô trưởng mới của thủ đô Phnôm Pênh và tham gia đàm phán với Pháp về chuyển giao những kỹ năng mới nhất giữa chính quyền thuộc địa và chính phủ Campuchia. Ngày 7 tháng 4 năm 1954, ông được bổ nhiệm làm Bộ trưởng Bộ Ngoại giao. Ông trở thành tướng lĩnh đầu tiên của Quân đội Hoàng gia Campuchia. Năm 1955, ông khởi đầu sự nghiệp ngoại giao trên cương vị là đại sứ Campuchia tại Nhật Bản, Ba Lan và sau đó là Tiệp Khắc.
Năm 1966, ông đóng vai chính trong bộ phim dài đầu tiên của Sihanouk có tựa đề Apsara.
Năm 1969, ông nghỉ hưu ở Pháp và sống theo kiểu mai danh ẩn tích cho đến giữa thập niên 1980 thì đảm nhận chức phó chủ tịch Mặt trận Đoàn kết Dân tộc vì một Campuchia Trung lập, Hòa bình và Hợp tác (FUNCINPEC). Đảng này do Norodom Sihanouk thành lập để chống lại chế độ mới do quân đội Việt Nam thành lập ở Phnôm Pênh. Ông nắm quyền lãnh đạo Funcinpec từ năm 1989 đến năm 1992.
Tioulong qua đời tại một bệnh viện ở Hồng Kông vào ngày 9 tháng 6 năm 1996, hưởng thọ 87 tuổi.